# Hansō Sōshitsu
 (14 août 2025).
Le texte peut changer fréquemment, n’est peut-être pas à jour et peut manquer de recul. N’hésitez pas à participer, en veillant à citer vos sources.
Sen Sōshitsu est un nom japonais traditionnel ; le nom de famille (ou le nom d'école), Sen, précède donc le prénom (ou le nom d'artiste).
Hansō Sōshitsu (汎叟宗室), plus connu sous le titre Sen Sōshitsu XV (十五代目千宗室, Jū Go Dai Sen Sōshitsu) ou encore Sen Genshitsu après sa retraite, né le 19 avril 1923 à Kyoto et mort le 14 août 2025,,, est le 15e grand maître (iemoto) de thé de la famille Urasenke, une des écoles de la cérémonie du thé japonaise les plus connues. Il officie de 1964 à 2002.

## Biographie
Hansō Sōshitsu naît en 1923 à Kyoto. Dans sa jeunesse, il est entraîné à devenir kamikaze dans l'aviation, mais la Seconde Guerre mondiale s'achève avant qu'il ne soit affecté à une mission suicide. L'expérience le marque profondément.
En 1949, il reçoit le titre zen Hōunsai (鵬雲斎). En 1964, son père décède et il lui succède, devenant le quinzième grand maître (iemoto) de l'école de la cérémonie du thé Urasenke. En 2002, il transmet sa charge à son fils.
À la suite de sa retraite, il adopte le nom Sen Genshitsu (玄室), avec le titre honoraire Daisōshō, afin de se distinguer de son fils et successeur, Sen Sōshitsu XVI,.
Pendant plus de sept décennies, Sen Genshitsu a parcouru le monde dans le but de promouvoir l'ethos de « La paix grâce à une tasse de thé »,,, qui est devenu son slogan international pour promouvoir la culture pacifique et la paix mondiale,,. Il explique en 2023, sur le média NHK, les bienfaits du rituel du thé ainsi : « Un bol de thé met vraiment l’esprit en paix. Quand tout le monde sera en paix, il n’y aura plus de guerre. »
Il sert le thé à la reine du Royaume-Uni Élisabeth II et au président soviétique Mikhaïl Gorbatchev et compte parmi ses amis le secrétaire d'État des États-Unis Henry Kissinger et le président chinois Hu Jintao.
Dans son pays, au Japon, il occupe un grand nombre de postes de conseiller à la culture ou auprès du gouvernement. Il officie[évasif] également au siège des Nations unies à New York. Il a aussi été ambassadeur de bonne volonté pour l'Unesco.
Il est membre du Comité représentatif du principal lobby révisionniste et ultranationaliste, la Nippon Kaigi[réf. nécessaire].

## Décorations
- 1997 : Ordre japonais de la Culture[8] ;
- 2020 : Légion d'honneur, la plus haute décoration française[8].

## Lignée
Sen Sōshitsu est le nom porté par le chef (iemoto) de l'école de la cérémonie du thé Urasenke.
La première personne de la famille Sen à utiliser le nom Sōshitsu est le plus jeune fils de Sen Sōtan, arrière-petit-fils de Sen no Rikyū.

## Publication
- Le Zen et le Thé, éd. Jean-Cyrille Godefroy, 1987  (ISBN 2865530728 et 978-2865530724).